# Tachuda nigella
Tachuda nigella is een vlinder uit de familie van de tandvlinders (Notodontidae). De wetenschappelijke naam van de soort werd voor het eerst geldig gepubliceerd in 1911 door Paul Dognin.